# Ma vie n'est pas une comédie romantique
Pour plus de détails, voir Fiche technique et Distribution.
Ma vie n'est pas une comédie romantique est un film français réalisé par Marc Gibaja, sorti en 2007.

## Synopsis
Dans les comédies romantiques, quand un homme rencontre une femme et que celle-ci se trouve être la fillette qu’il aimait éperdument à l’âge de neuf ans, on se dit qu’inévitablement, ces deux-là vont s’embrasser à la fin du film et que ça va être beau et émouvant. Seulement voilà, la vie n’est pas une comédie romantique...
Dans la vie, on retourne vivre chez ses parents parce qu’on s’est fait larguer par sa nana. Dans la vie, on a des amis obèses qui draguent la fille de 16 ans de la femme que l’on convoite. Dans la vie, on habite au Chesnay et on s’ennuie. Dans la vie, on est dépressif, angoissé, psychorigide, aigri, sectaire, alcoolique. Mais peut-être que ce film n’est pas la vie. Peut-être que ce film est une comédie romantique. Alors peut-être qu’à la fin du film, on va quand même embrasser cette fille magnifique et que ce sera beau et émouvant. À moins que...

## Fiche technique
- Titre : Ma vie n'est pas une comédie romantique
- Réalisation : Marc Gibaja
- Scénario : Marc Gibaja et Laurent Sarfati
- Photographie : Gilles Porte
- Montage : Sabine Emiliani
- Musique : Vincent Courtois
- Producteur : Nicolas Blanc
- Société de distribution : Studio Canal Distribution
- Pays d'origine :  France
- Format : couleur — 35 mm — 2,35:1
- Genre : comédie
- Durée : 100 minutes
- Date de sortie : 
  - France : 13 décembre 2007

## Distribution
- Gilles Lellouche : Thomas Walkowic
- Marie Gillain : Florence Baron
- Philippe Lefebvre : Pascal, conjoint de Florence
- Stéphanie Sokolinski : Lisa, fille aînée de Florence
- Vincent Bowen : Lucas, fils cadet de Florence
- Laurent Ournac : Gros Bill
- Frédérique Bel : Secrétaire Super Gamer
- Raphaëline Goupilleau : Rosie
- Mathias Jung : Casque d'or
- Gérald Nguyen Ngoc : Saddam Ulcère
- Martial Courcier : Klingon
- Olivier Brocheriou : Le traducteur de Klingon
- Donatienne Dupont : Sarah Potier
- Yeelem Jappain : Cynthia, meilleure amie de Lisa
- Carmen Blanc : Ginger
- Jason Cohen : Kevin
- Julien Fall : Dexter
- Sébastien de France : Xavier
- Vincent Courtois : Groupe nouvel an #1
- Philippe Hagege : Le laveur de vitres à l'aéroport
- Maud Rayer : La mère de Gros Bill
- Rufus : Le père de Thomas
- Andréa Ferréol : La mère de Thomas